# Færøerne under 1. verdenskrig
Selvom Færøerne under 1. verdenskrig var neutrale, som resten af Kongeriget Danmark, mærkede man også krigens virkninger. Øgruppen fik sine forsynings- og kommunikationslinjer over Nordsøen afskåret eller forstyrret af krigshandlingerne. Krigen fik stor indflydelse på det økonomiske og politiske liv på Færøerne, som havde omkring 20.000 indbyggere.
I 1917 indledte Tyskland sin uindskrænkede ubådskrig, som også ramte fiskeriet på fiskebankerne sydvest for Færøerne. Storbritannien håndhævede sin blokade af Tyskland strengt, og pålagde skibe, som sejlede mellem Færøerne og Danmark, at anløbe Orkneyøerne, som lå indenfor ubådskrigszonen. Nogen færøske fartøjer blev sænkede under krigen, men ingen søfolk omkom. I lighed med Island, som også var en del af Kongeriget Danmark, ønskede Færøerne en sikker handelsrute mod vest til Nordamerika. Da over 3.000 færinger skrev under på en "adresse" til den britiske regering om en vestvendt handelsrute i 1917, udløste det en politisk krise i forholdet til Danmark, den såkaldte adressesag.
Imperiernes fald og dannelsen af nye nationalstater i Europa efter 1. verdenskrig skulle også påvirke Færøernes statsretslige stilling og den færøske selvstyrebevægelse.

## Afbrudte forsyningslinjer og virkninger for næringsvejene
Færøernes vigtige forsyningslinjer over Nordsøen, frem for alt til Danmark, blev afbrudt under krigen. Færøerne var på dette tidspunkt overvejende et fiskerbondesamfund, som var i færd med at industrialisere fiskeriet. Halvdelen af fiskene blev landet af havgående slupper, og halvdelen af kystfiskere i motor- eller robåde, mens jordbruget stagnerede. Industrien var beskeden, og håndværkerne var kun lidt specialiserede. Sverri Patursson skrev i 1918 at "de fleste jordbrugere og også håndværkere har fiskeriet som bierhverv, mens omvendt den allerstørste del af fiskerne har jordbrug som bierhverv».
Ved krigsudbruddet i august 1914 indstillede Danmark al sejlads til Færøerne, og der gik over en måned, før der kom to skibe med forsyninger. Importen af kul, olie og salt blev hurtigt begrænset. Oliebeholdningen var allerede på et lavt niveau, så mange fiskebåde måtte blive liggende i havn. Kul fra Storbritannien kostede 300 kroner per ton, hvilket var for dyrt til husholdningsbrug. Kuludvindingen på Suðuroy blev vigtig, men det færøske kul var mindre velegnet end det britiske, så man regnede med, at der gik tre tønder færøsk kul på to tønder britisk kul, hvilket gjorde det mindre egnet til lange dampskibsruter. Det resterende behov for brændsel til husholdningsbrug blev stort set dækket med tørv. Til olielamper blev spæk og tran brugt.
Det blev også vanskeligere at skaffe klæder, madvarer og husholdningsartikler som stearinlys, tændstikker og sæbe. Varer som kaffe og te blev vanskeligere og dyrere at købe, mens korn, mel, brød og sukker blev rationerede. Nogen husmødre kogte rogn og blandede det ind i rugmelet for, at melet skulle vare længere. Varemangelen ramte først de fattigste, men flere led snart af mangelsygdomme. I 1916 skrev Dimmalætting om de økonomiske forhold det forgangne år:
"Aldrig nogensinde før har færinger tjent mere end i 1915. Enhver, som har haft noeet at sælge, har opnået mægtige priser. Bønderne, fiskerne og fiskehandlerne har tjent betydeligt. Der er aldrig blevet sat så mange penge i bank og sparekasse som i 1915. Men for arbejderne, som kun har haft deres løn at leve af, og for dem med de faste lønninger, har det bedste år været det værste år."
Ved udgangen af 1919 anslog Dimmalætting, at leveomkostningerne var 3–4 gange højere end før krigen.

### Fiskeri, jordbrug og hvalfangst
Fiskefangsterne var små under vintrene de første krigsår, og forårsfiskeriet i 1915 blev ramt af uvejr. Priserne var imidlertid gode under krigen, så frem til den uindskrænkede ubådskrig begyndte i 1917, solgte færingerne især klipfisk til Sydeuropa. Fra 1916 sanktionerede Storbritannien mod eksporten til Norge og Danmark af frygt for, at fjenden ville blive forsynet med fisk, så Færøerne begyndte at eksportere tilsvarende mere til Storbritannien og Sydeuropa. Der efter blev manglen på salt kritisk for klipfisketilvirkningen, men prisene på ilandført fisk fortsatte med at stige. Fra 1914 til 1918 voksede Færøernes samlede fortjeneste fra fiskeriet fra 2,3 millioner til 10 millioner danske kroner. Krigen forsinkede udbygningen af en virkelig havn i hovedstaden Tórshavn.
|                                             |         | 1914  | 1915  | 1916  | 1917  | 1918   |
| ------------------------------------------- | ------- | ----- | ----- | ----- | ----- | ------ |
| Havfiskeri/slupfiskeri (udbytte i tørfisk)  | 1000 kg | 5 504 | 6 131 | 8 374 | 5 795 | 10 167 |
| Havfiskeri/slupfiskeri (udbytte i tørfisk)  | 1000 kr | 1 755 | 2 761 | 3 953 | 3 029 | 7 516  |
| Kystfiskeri/bådefiskeri (vægt er kun torsk) | 1000 kg | 4 832 | 5 077 | 6 335 | 7 962 | 10 459 |
| Kystfiskeri/bådefiskeri (vægt er kun torsk) | 1000 kr | 597   | 912   | 1 245 | 1 532 | 2 535  |
| Til sammen                                  | 1000 kr | 2 352 | 3 673 | 5 198 | 4 561 | 10 051 |

Jordbruget havde traditionelt været baseret på fåre- og kvæghold til selvforsyning. Udbyttet fra fåreholdet havde som regel varieret med vejr og sygdom. I begyndelsen af 1913 omkom 20.000 af en fårebestand på 99.000, men inden krigsudbruddet var bestanden bragt op på over 112.000 dyr igen. Fra 1914 til 1919 sank antallet af får fra 112.187 til 68.628 og kvæg fra 4.456 til 3.625. Lagtinget vedtog i 1918 en maksimalpris på fårekød, så at bønderne fik betalt 120 øre per kg for kødet, som blev solgt til forbrugerne for 80 øre, men vareforsyningsudvalget magtede ikke at håndhæve ordningen.
Fra slutningen af 1800-tallet foregik der kommerciel storhvalfangst ved Færøerne. Det største hvalfangerselskab var A/S Suderø, grundlagt af Peder Bogen fra Sandefjord med Mortensen-familien på Tvøroyri som indskydere, men overvejende med norsk mandskab. Krigsudbruddet i august 1914 afbrød fangstsæsonen det år, men prisstigningen under krigen gjorde sæsonerne i 1915 og 1916 meget lønsomme for de selskaber, som deltog, blandt disse A/S Suderø. I 1917 lykkedes det ikke noget hvalfangerselskab at udruste for fangst ved Færøerne, og hvalfangsten blev ikke genoptaget før 1920. Dette medførte, også at fangststationerne på Færøerne blev nedlagt. Skibsdagbøger fra en række hvalfangstskuder, som sejlede ved Færøerne under krigen, er indsamlet af Hvalfangstmuseet og opbevares ved Vestfoldarkivet i Sandefjord.
Den traditionelle grindefangst foregik uforstyrret under krigen og fik desto større betydning som madkilde for færingerne. Tilsammen blev der fanget 2.370 dyr i krigsårene. Fangsten i 1915 var specielt stor med 1.199 dyr. Med en skønnet gennemsnitsvægt på 600 kg vil denne årsfangst have givet skønsvis 720 ton kød og spæk, og den samlede fangst i krigsårene 1.422 ton. Den 13. februar 1915 blev fangsten også ramt af en stor ulykke i Sandvík: 14 fangstmænd fra Sandvík og Hvalba druknede, idet to både kæntrede; kun en overlevede.
|                       |        | 1914   | 1915   | 1916   | 1917   | 1918   |
| --------------------- | ------ | ------ | ------ | ------ | ------ | ------ |
| Hermetikprodukter     | 100 kg | 724    | 602    | 518    | —      | —      |
| Saltkød               | —      | 14     | 238    | 127    | —      | —      |
| Klipfisk og saltfisk  | —      | 71 521 | 68 586 | 88 857 | 61 706 | 90 418 |
| Sild                  | —      | 1      | 506    | 85     | 10     | —      |
| Øvrige fiskeprodukter | —      | 1 651  | 4 614  | 2 085  | 1 408  | 1 128  |
| Tran                  | —      | 5 747  | 3 279  | 2 129  | 122    | —      |
| Hvalbarder            | —      | 11     | 80     | 114    | —      | —      |
| Kraftfoder            | —      | 365    | ?      | 1 494  | —      | —      |
| Guano og benmel       | —      | 1 596  | 4 870  | 2 644  | —      | —      |
| Fjer                  | —      | 23     | 74     | 36     | —      | —      |
| Fåreskind             | —      | 160    | 130    | 43     | —      | 50     |
| Heste                 | Stk.   | 28     | 66     | 105    | —      | —      |
| Kvæg                  | —      | —      | 53     | 15     | —      | —      |
| Uld                   | 100 kg | 378    | 576    | 16     | —      | 2      |
| Øvrige uldvarer       | —      | 192    | 146    | 38     | 15     | 10     |

## Uindskrænket ubådskrig og adressesagen

### Slupperne på Færøbankerne
Den 1. februar 1917 erklærede Tyskland uindskrænket ubådskrig i en zone omkring Storbritannien, som også omfattede Færøbankerne, de bedste fiskebanker sydvest for Færøerne. Efter dette ville Tyskland ikke længere respektere neutrale skibes ukrænkelighed indenfor zonen. På et møde i Tvøroyri redegjorde Færøernes amtmand Svenning Rytter for situationen og mente, at redere og søfolk selv måtte vurdere risikoen ved at fiske indenfor zonen. Fire slupper sejlede ud til Færøbankerne, men fiskeriet tiltog, eftersom fiskepriserne var gode og tyske ubåde ude af syne.
Om morgenen den 23. maj blev otte færøske slupper og to britiske trawlere på bankerne sænkede af tyske ubåde. Ubådene kom op til overfladen, "tvang besætningen til at gå i robådene, og brugte så tidsindstillede bomber til at ødelægge skibene". Vejret var godt, så alle fiskerne bjergede sig i land efter mange timers roing, men begivenheden prægede øsamfundet stærkt. Lige efter begivenheden skrev avisen Dimmalætting:
"Sænkningen af vore kuttere på banken optager alle meget stærkt og er det almindelige samtaleemne. […] Alle har været klar over, hvad der adskillige gange er blevet fremhævet, at fiskeri på banken var forbundet med fare, men på den anden side havde man ikke ventet, at tyskerne ville optræde så hensynsløst over for besætningerne: at overgive dem i de små skibsbåde til deres skæbne. Da der var flere skibe på banken, ville det ikke volde nogen vanskelighed at forbeholde et til at optage mandskaberne fra de sænkede fartøjer."
I juli 1917 blev DFDS’ lasteskibe "Vesta" og "Ceres", som blandt andet fragtede salt til Færøerne, torpederede af en tysk ubåd. Syv sømænd omkom. Om bord på "Vesta" var der også fem færøske sømænd, som alle overlevede. Med skibets redningsbåde sejlede de 50 nautiske mil nord over til Sumba på Færøerne.

### Postgangen til søs
Færøerne havde haft telegrafforbindelse med Island og Shetland (og derigennem med kontinentet) siden Det Store Nordiske Telegraf-Selskab åbnede sit kabel i 1906. Postbåden til Danmark og Grønland var fortsat den vigtigste kommunikationsforbindelse, men de mange forhindringer til søs forsinkede postgangen kraftig. Posten måtte efterhånden sendes via Storbritannien, hvor brevene også blev underlagt britisk censur.
Den amerikanske maler og journalist Elizabeth Taylor boede på Færøerne under hele krigen og skrev mange breve til England som "tilbagelagde først turen til Danmark, så til Shetlandsøerne, Orkneyøerne, Skotland og endelig England, ofte en rejse på 3–4 uger med forskellige skibe.» Taylors skrifter opbevares ved Minnesota Historical Society, og hendes rejseskildringer er udgivet i bogform.

### En tryg handelsrute: Adressesagen
Storbritannien krævede, at skibe, som sejlede mellem Danmark og Færøerne, skulle anløbe Kirkwall på Orkneyøerne for at blive inspiceret for krigskontrabande. Dermed kom alle skibene ind i ubådskrigszonen to gange per rute, hvilket efter Tysklands erklæring af den uindskrænkede ubådskrig var meget farligt. Island havde på egen hånd forhandlet med Storbritannien og blandt andet fået en handelsrute vest over til Amerika, med stiltiende accept fra de danske myndigheder. Allerede i 1916 havde Lagtinget besluttet at sende købmændene S.P. Petersen og Jens Evensen fra Fuglafjørður til Island for at "undersøge mulighederne for en eventuel samlet islandsk-færøsk forretningsforbindelse med Amerika".
Ved krigsudbruddet havde det færøske Lagting nedsat et vareforsyningsudvalg. Fra 1914 til 1918 udgjorde det danskorienterede Sambandsflokkurin flertallet i Lagtinget, mens det mere nationale Sjálvstýrisflokkurin udgjorde mindretallet, så flertallet i vareforsyningsudvalget var også sambandsmænd. Det øverste ansvar for forsyningssikkerheden lå hos amtmand Svenning Rytter. Altså måtte der forhandles mellem vareforsyningsudvalget og danske og britiske myndigheder. Den færøske selvstyrebevægelse så en mulighed for både at skaffe Færøerne nødvendige forsyninger og påføre de danske myndigheder og sambandsmændene i vareforsyningsudvalget et politisk nederlag. Sjálvstýrisflokkurin og partiets stærke mand Jóannes Patursson organiserede en "adresse", det vil sige en åben skrivelse, til den britiske regering med anmodning om en handelsrute vest over. Adressen blev underskrevet af 3.242 færinger over 18 år, en tredjedel af øernes voksne befolkning.
Adressen blev forsøgt sendt udenom amtmanden og sambandsmændene i Lagtinget, men blev afvist af både den britiske konsul i Tórshavn og den danske gesandt i London, eftersom tjenestevejen var gennem det danske udenrigsministerium, så adressen nåede aldrig frem. Den britiske konsul var "meget påpasselig med at undgå at involvere sig i dansk suverænitetskrænkelse eller lokal færøsk politik", skriver historikeren Hans Andrias Sølvará, så "alle færøske henvendelser til den britiske regering skulle godkendes af den danske regerings repræsentant, amtmanden". I april 1917 lykkedes det det danske udenrigsministerium at føre dampskibet "Island" til Færøerne med 700 ton fødevarer, så forsyningssituationen i stor grad blev løst. Senere blev det færøske ønske langt hen ad vejen efterkommet fra britisk hold, så at nogle færøske skibe kunne sejle vest over, såfremt de blev inspicerede i Halifax i Canada, som fortsat var en britisk dominion. "Færingerne fik der efter for en tid vareforsyninger fra Island, dels direkte fra Amerika, og fiskeskibene fik sejle i fred", erindrede Patursson senere.
Mens dette forløb fandt sted i foråret og sommeren 1917, blev amtmand Rytter stærkt kritiseret af den færøske presse, fremfor alt af selvstyreorganet Tingakrossur som agent provocateur. Rytter blev støttet af Carl Theodor Zahle, statsminister for Det radikale Venstre, som dog også støttede sine forbundsfæller i selvstyrebevægelsen. Zahle bad Rytter viderebringe en støtteerklæring til selvstyremanden Edward Mortensen forud for folketingsvalget i 1918. Zahle provokerede også amtmanden og sambandsmændene ved at foretrække den nationalt sinnede Jákup Dahl som provst på Færøerne. Amtmanden, sorenskriveren og landfogden i Tórshavn svarede ved at forlange forflytning eller afsked. Efter folketingsvalget i april 1918 blev der nedsat en parlamentarisk kommission, som skulle granske både Zahles optræden over for amtmanden og selve adressesagen. "Dette var næsten landsforræderi", kommenterede Patursson om sin rolle. Kommissionen afleverede sin beretning i januar 1920 og kritiserede Zahle og Patursson skarpt, men sagen blev snart overskygget af påskekrisen, som førte til Zahles fald som statsminister. Efter påskekrisen blev den tidligere amtmand Rytter justitsminister i Neergaard-regeringen og førte en hård sambandspolitik over for Færøerne.
Den parlamentariske kommissions beretning med bilag udgør knapt 1.000 sider. Der findes også et arkiv efter kommissionen. Med udgangspunkt i beretningen og arkivet er der foretaget et historisk studie af adressesagen. Storbritanniens konsul Henry Montagu Villiers’ erindringer er udgivede i bogform på engelsk og færøsk.

## Diplomatisk forbindelse med Norge
Efter unionsopløsningen oprettede også Norge et vicekonsulat i Tórshavn i 1906. Også under 1. verdenskrig varetog vicekonsulatet den faste forbindelse mellem Norge og Færøerne. Arkivet efter det norske vicekonsulat opbevares ved Riksarkivet i Norge.

## Færinger i kamphandlinger
Nogle få færinger, som levede i udlændighed, deltog i kamphandlinger under verdenskrigen, for eksempel:
- Christian Ludvig Petersen (Pjeturson) fra Kvívík emigrerede til Canada før krigen. Den 26 år gamle Petersen tjenestegjorde i 16. bataljon i Canadian Expeditionary Force på vestfronten fra 1916 til 1918. Afdelingen led store tab, og Petersen blev stærkt traumatiseret af krigen. Han flyttede tilbage til Færøerne, hvor han slog sig ned som bonde i Kaldbak.[55]
- Sophus Johannessen fra Tórshavn emigrerede sammen med sin hustru og blev britisk statsborger i 1911.[56] Han var handelsmand i Leith i Skotland.[57] Johannessen tjenestegjorde som menig i 11. bataljon af Argyll and Sutherland Highlanders i British Army og faldt på vestfronten i 1918, 41 år gammel.[58] Han blev begravet på en britisk krigskirkegård.[59]
- Samuel Peter Petersen fra Fuglafjørður faldt på vestfronten i april 1917, 25 år gammel.[60]
- Nicodemus Frederik Nicodemussen fra Skálavík var emigreret til USA. Han var 23 år gammel fisker bosat i Boston idet han blev indrulleret i den amerikanske hær i juni 1917.[61] Han blev alvorligt såret på vestfronten i september 1918, men overlevede, blev rask og blev fritaget for videre militærtjeneste.[62]

## Krigens følger for selvstyresagen
Akkurat som under napoleonskrigene viste Danmark sig ude af stand til at beskytte Færøerne, Island og Grønland under 1. verdenskrig. Sjálvstýrisflokkurin vandt det færøske lagtingsvalg i 1916 og 1918, men i 1916 var kun mandaterne i de sydlige dele af landet på valg, så partiet fik ikke flertal før valget i 1918, da kvinder for første gang også havde stemmeret. Provst Jákup Dahl var på denne tid selvskrevent medlem af Lagtinget og stemte med Sjálvstýrisflokkurin. Lagtinget fik snart lovgivende myndighed i særlige færøske forhold.
Imperiernes fald og dannelsen af en række nye nationalstater i Europa efter 1. verdenskrig påvirkede de nationale bevægelser, også den færøske. Efter krigen vandt også princippet om folkenes selvbestemmelse større hævd på bekostning af staternes integritet i international ret. Inden for det danske rige blev diskussionen aktualiseret af det sønderjyske spørgsmål, hvor der blev afholdt en folkeafstemning efter Versaillesfreden, og at Island blev en selvstændig stat i personalunion med Danmark. Historikeren Hans Andrias Sølvará peger på den danske regerings tilbud om en folkeafstemning om selvstændighed fra Danmark i 1930 som den første anerkendelse af, at "det færøske folk havde en historisk og kulturelt begrundet ret til at melde sig ud af det danske rige".
Adressesagen og kommissionsberetningen, som af nogle færinger blev kaldt fúlabók, "den onde bog", øgede modsætningerne mellem den færøske selvstyrebevægelse og de danske myndigheder. Sambandsmænd som Færøernes folketingsmand Oliver Effersøe bidrog til at skærpe modsætningerne ved at anklage selvstyrebevægelsen for at være "separatister" og "danskerhadere", selv om Jóannes Patursson og andre selvstyremænd på dette tidspunkt kun ønskede selvstyre i Færøernes indre anliggender, ikke løsrivelse fra Danmark. Konflikten eskalerede i løbet af 1920- og 1930-erne, så den tog form af en faktisk separatistisk bevægelse med Patursson som politisk leder.